# Love. Angel. Music. Baby.
A Love. Angel. Music. Baby. Gwen Stefani amerikai énekesnő első szólóalbuma. 2004 novemberében jelent meg az Interscope Recordsnál. Az album eredetileg Stefani mellékprojektje volt, végül azonban az énekesnő első albuma lett, melyet korábbi együttese, a No Doubt nélkül jelentetett meg. Számos neves producer dolgozott rajta.
A Love. Angel. Music. Baby.-t az 1980-as évek több előadója ihlette, többek közt Madonna, a New Order, Cyndi Lauper, a Depeche Mode, a The Cure, a Lisa Lisa and Cult Jam, Debbie Deb és a Club Nouveau. A legtöbb dal a divatról és a gazdagságról szól. Ezen említik először a Harajuku Girlst, Gwen Stefani négy háttértáncosát, akiknek öltözéke a tokiói Haradzsuku negyed divatstílusát idézi.
A Love. Angel. Music. Baby. kedvező kritikákat kapott, világszerte nyolcmillió példányban kelt el, és több országban többszörös platinalemez lett. Hat kislemez jelent meg róla. 2005-ben és 2006-ban összesen hat Grammy-díjra jelölték.

## Felvételek
Stefani már a No Doubttal töltött ideje alatt elkezdett vendégszerepelni más előadók – például Eve és Moby – albumain. A No Doubt 2001-ben megjelent Rock Steady című albumán közreműködött Prince, a The Neptunes és David A. Stewart, az album keverését pedig Mark „Spike” Stent végezte. Az együttes egy turnéja alatt Stefani hallotta a Club Nouveau 1987-ben megjelent Why You Treat Me So Bad című dalát, és arra gondolt, modernizált 80-as évekbeli stílusban kellene dalokat felvennie. Beszélt erről korábbi barátjának, a No Doubt basszusgitárosának, Tony Kanalnak, aki megismertette Prince, a Lisa and Cult Jam és Debbie Deb zenéjével.
2003 elején Stefani megkezdte szólódalai felvételét. Ekkor még úgy tervezte, filmzenék kislemezeként jelenteti meg őket (később eljátszotta Jean Harlow-t a The Aviator című filmben –, vagy együttműködésként jelennek meg, esetleg GS művésznéven ad ki egy albumot. Jimmy Iovine, az Interscope Records társalapítója és igazgatója győzte meg, hogy vegyen fel egy teljes stúdióalbumot. Mikor először ült össze dalokat szerezni Linda Perryvel, nem jártak sikerrel, mert nem jött az ihlet és alacsony volt Stefani önbizalma. Második alkalommal már sikerrel jártak, első kudarcélményük ihlette a What You Waiting For? című dalt, ami később az első kislemez lett.
Mikor olyan dalon kezdtek dolgozni, amit Stefani túl személyesnek érzett, az énekesnő meglátogatta Kanalt, aki lejátszott neki egy dalt, amin épp dolgozott. Ebből lett a Crash, az album egy másik kislemeze. Próbáltak új dalokat írni együtt, de két hét után feladták. Csak hat hónappal később kezdtek újra együtt dolgozni, mikor Stefani más előadókkal is kezdett együttműködni. „Ha én írtam volna a The Beatles Yesterdayjének a refrénjét, és semmi mást nem írtam volna életemben, azzal már büszkén lennék a történelem része” – jegyezte meg. Újra együtt kezdett dolgozni Linda Perryvel, aki meghívta Dallas Austint és sok más zenészt, közte André 3000-t, az Outkast együttes tagját, valamint a The Neptunes-t és Dr. Dre-t. Stefani 2004 elején jelentette be, hogy az album nemsokára megjelenik.

## Zene

### Stílus és szöveg

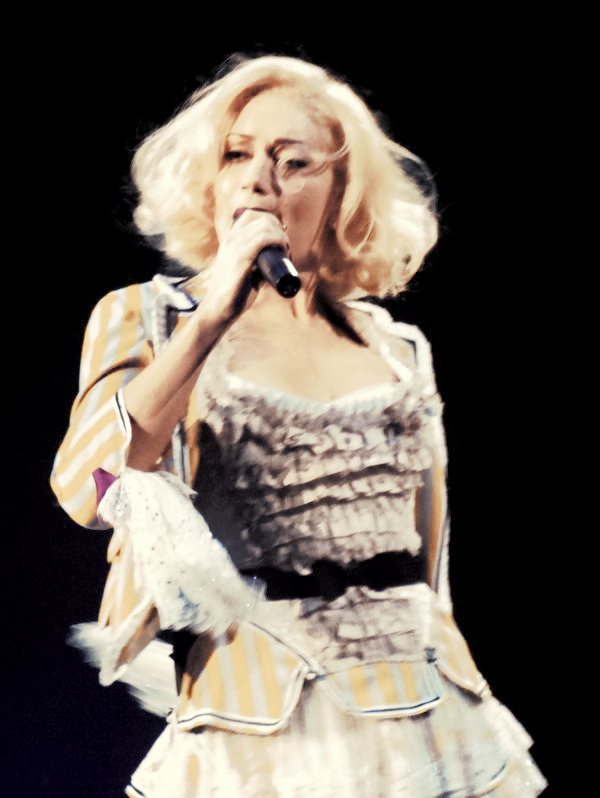
Több dal is a divatról és gazdagságról szól

A Love. Angel. Music. Baby. albumra olyan sok 1980-as évekbeli stílusirányzat volt hatással, hogy egy kritikus azt írta: „Az egyetlen jelentős 80-as évekbeli rádiós stílus, ami kimarad, a ska-punk újjáéledése, amit a No Doubt vitt sikerre”. Az album fő hangzása pop, a szintetizátorok használatával pedig a szintipopra hasonlít, ami az 1970-es évek végétől az 1980-as éek közepéig volt népszerű.
A New Wave, ami a No Doubt nem sokkal korábbi műveiben is jelen van, megjelent a Love. Angel. Music. Baby.-n is, emiatt többen hasonlították a The Go-Go’s és Cyndi Lauper albumaihoz. Stefani ihletőiként a Club Nouveau-t, a Depeche Mode-ot, a Lisa Lisát, Prince-et, a New Ordert, a The Cure-t és Madonna korai albumait nevezte meg. Az album kisebb mértékben, de merít a bubblegum popból, elektropopból és dance-punkból is.
Az 1980-as évek popalbumaihoz hasonlóan a L.A.M.B. egyik fő témája a gazdagság, ami megjelenik a Rich Girl és a Luxurious című dalokban. Hallhatóak rajta utalások Stefani divatcégére, a L.A.M.B.-re, illetve több kortárs divattervezőre (John Galliano, Rei Kawakubo, Vivienne Westwood). Stefani játékbabákat is megjelentetett, Love. Angel. Music. Baby. Fashion Dolls néven, őket olyan ruhákba öltöztette, amilyeneket turnéin viselt. Bár az albumot könnyed tánclemeznek szánta, azt is kijelentette, hogy „mindegy, mit csinálok, bizonyos dolgok egyszerűen előtörnek”. Az album első dalában, a What You Waiting For?-ban említi, hogy szeretne anya lenni, és 2006-ban meg is született férjével, a Bush együttes énekesével, Gavin Rossdale-lel közös fia, Kingston Rossdale. Az album negyedik dala, a Cool Stefani és Kanal barátságáról szól, miután szerelmi kapcsolatuk 1995-ben véget ért.
A Love. Angel. Music. Baby. mutatta be a Harajuku Girlst, egy négy japán nőből álló csapatot, akik Stefani kísérőivé és háttértáncosaivá váltak, és akikre az énekesnő úgy utalt, hogy „a képzelete szüleményei”. Több dalban is említi őket, köztük a Harajuku Girls címűben, ami egészében róluk szól. Szerepelnek az album legtöbb dalának videóklipjében, és Stefani második szólóalbuma, a The Sweet Escape (2006) klipjeiben is.
Az albumon több zenei stílus is hallható. Az elektronikus jellegűeket diszkókba szánták. Dallas Austin és Tony Kanal producerek az Isley Brothers Between the Sheets című, 1983-ban megjelent dala egy részletének felhasználásával R&B-hangzást adtak a Luxuriousnak, Jimmy Jam és Terry Lewis pedig new jack swing dalokat írtak – ezt az R&B-stílust ők tették népszerűvé az 1980-as évek közepén.

### Dalok
A What You Waiting For? volt az albumhoz írt első dalok egyike, és azért választották első kislemeznek, mert jól kifejezi, miért készítette Stefani az albumot. A dal arról szól, hogy az énekesnő félt attól, hogy szólókarrierbe kezdjen. A dalhoz készült videóklipben Stefani visszanyeri önbizalmát egy olyan élmény után, melyet Lewis Carroll Alice Csodaországban és Alice Tükörországban című művei ihlettek. A dal pozitív kritikákban részesült, az album egyik „tagadhatatlan fénypontjának” nevezték. A legtöbb országban az első tíz hely valamelyikét érte el a slágerlistán. A második kislemez, a Rich Girl hasonló sikert ért el A dal a brit Louchie Lou & Michie One If I Was a Rich Girl című dalának egy változata, ami a Hegedűs a háztetőn musical Ha én gazdag lennékjének feldolgozása. Stefani verziójában Eve rappel, akivel az énekesnő korábban is dolgozott együtt, Eve 2001-ben megjelent, Let Me Blow Ya Mind című dalában.
A Hollaback Girl, a harmadik dal az album legsikeresebb kislemeze lett. A dal válaszként született Courtney Love egy megjegyzésére, melyben pomponoslánynak nevezte Stefanit; a dal szövegében és videóklipjében is megjelenik a pomponoslány-motívum. A kritikusoktól vegyes fogadtatást kapott, többeknek nem tetszett a „szar” szó gyakori használata. Ez lett az első amerikai dal, amely internetes letöltésként egymillió példányban kelt el. A negyedik kislemezen megjelent dalt, a Coolt kedvezően fogadták a kritikusok, de a slágerlistákon alacsonyabb helyezést ért el az előzőeknél. A dal Stefani és Tony Kanal egykori kapcsolatáról szól, a klipben – melyben Kanalt Daniel González alakítja – filmszerűen visszatekintésekben láthatóak kapcsolatuk jelenetei. Az ötödik dal, a Bubble Pop Electric elektronikus hangzású dal, melyben André 3000 is közreműködik alteregójaként, Johnny Vulture-ként. A dal, melynek két szereplője egy autósmoziban szexel, kedvező kritikákat kapott a kritikusoktól, akik közül többen a Grease-hez és a Grease 2-höz hasonlították.
A Luxurious, melynek kislemezváltozatán Slim Thug rappel, a gazdagságot a szerelemmel hasonlítja össze. A dal vegyes kritikákban részesült és kisebb sikert aratott, mint az album többi kislemeze. A hetedik dal, a Harajuku Girls popdal, melynek producere Jimmy Jam és Terry Lewis. Több kritikus bizarrnak és homoerotikusnak találta, mások „idegesítően cukinak”. Az album hatodik kislemezét, a Crasht eredetileg nem tervezték megjelentetni kislemezen, mert Stefani már következő albumának, a The Sweet Escape-nek a megjelenését tervezte. Stefani a turné közben vette észre, hogy gyermeket vár, ezért a dalhoz nem forgattak külön klipet, egy koncertfelvétel lett a klipje. A kislemez nem lett sikeres, egy országban sem került a top 40-be. A kilencedik dal az albumon, a The Real Thing. A szintipop stílusú dal vegyes kritikákat kapott, de az About.com szerint az album legjobb része.
A Serious, a tizedik dal az albumon szintén szintipop stílusú, és hasonlít Madonna korai dalaira, melyek az 1980-as évek elején jelentek meg. Készült hozzá videóklip is, de hivatalosan nem jelent meg, ahogy kislemez sem. Az elektronikus stílusú Danger Zone kedvező fogadtatást kapott, mert hasonlított Gwennek a No Doubttal felvett dalaihoz. 2004-ben Stefani megtudta, hogy a férjének korábban született egy lánya, akiről ő addig nem tudott; a dalról többen is úgy vélték, hogy erről szól, a valóságban azonban azelőtt íródott, hogy Stefani tudomást szerzett volna a lányról. Az album záró dala, a Long Way to Go eredetileg André 3000 The Love Below című, 2003-ban megjelent albumára íródott, de nem került fel rá. A dal a fajok közti párkapcsolatokról szól, és hallható benne egy részlet Martin Luther King híres Van egy álmom beszédéből.

## Fogadtatása
A L.A.M.B. nagyrészt pozitív kritikákban részesült. A Metacriticen, ahol százpontos skálán értékelik az albumokat több kritika átlagolása alapján, 22 kritika alapján 71 pontot kapott. Stephen Thomas Erlewine az AllMusictól azt írta, hogy „helyenként izgalmas, helyenként zavarbaejtő”, Kelefa Sanneh, a The New York Times munkatársa szerint „okos és néha csábító”, de „nem igazán áll össze az összkép”. Jennifer Nine a Yahoo! Musictól úgy vélte, az album „az év legmenőbb, leglazább, legjobban elkészített popalbuma”, „tele csillogással”. Az About.com-nak írt kritikájában Jason Shawhan megjegyezte, hogy „az album eléri azt, ami majdnem lehetetlen: szerepel rajta minden elképzelhető bulizós-táncolós stílus, mégis konzisztens”. Charles Merwin a Stylus Magazine-tól azt írta, Stefani be tudná tölteni Madonna helyét, de „annyira nem jól, hogy tényleg izgalmas legyen a következő nagy szólóénekesnőként tekinteni rá”. Lisa Haines a BBC Musictól Madonna és Kelis legnagyobb riválisának tekintette Stefanit. A NME kritikusa, Krissi Murison szerint Stefani „szégyentelenül fosztogatja” az 1980-as évek zenéjét, de az album „az egyik legkihívóbban tökéletes csillogó retropop-alkotás, amivel ebben az évben egy zenész elő mert állni.” John Murphy a musicOMH-tól úgy vélte, az album „élvezhető, ha nem is egyenletes”, de szerinte túl hosszú. A Rolling Stone újságírója, Rob Sheffield szerint „ellenállhatatlan buli: közönséges, hedonista és nagyon lökött”. A magazin később a 39. helyre sorolta az albumot 2004 ötben legjobb albuma között.
Az albumot többen kritizálták a közreműködők és producerek magas száma miatt. Caroline Sullivan a The Guardiantól úgy vélte, hogy „bár mások is segítik, az album nagyon is Stefani alkotása”, de mások nem értettek vele egyet. Jason Damas a PopMatterstől az albumot a No Doubt válogatásalbumához, a The Singles 1992–2003-hoz hasonlította, a Pitchfork Media munkatársa, Nick Sylvester pedig úgy érezte, a sok közreműködő közt elvész Stefani egyénisége. Sok kritikus szerint a közreműködők miatt az album hangzásvilága nem egységes. Eric Greenwood azt írta a Drawer B-ben, hogy „Stefani minden próbál lenni és mindenkinek a kedvére akar tenni”, de az eredmény „manipulatívnak és erőltetettnek hat.” Az Entertainment Weekly is egyetértett ezzel, szerintük az album „olyan, mint azok a magazinok, amelyek cikkek gyűjteménye helyett katalógusnak hatnak.”
Több kritikus foglalkozott az album könnyed dalszövegeivel is. Az Entertainment Weekly szerint Stefani szégyentelenül hirdeti az általa tervezett ruhákat, és minden dal reklámnak hat. Sal Cinquemani a Slant Magazine-tól megjegyezte, hogy az album „divatfetisizmusa tematikailag összefüggővé teszi”, de „a megszállottság a harajukui lányokkal már szinte mániákus”. A The Guardian nem értett ezzel egyet, úgy vélte, Stefani „vonzalma a japán popkultúrához […] jól működik a másik referenciaponttal, a hiphoppal.”

## Kereskedelmi fogadtatása

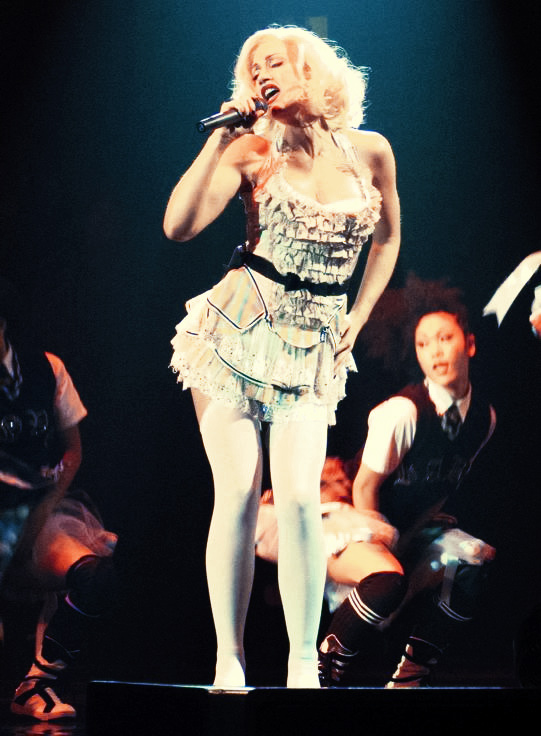
Stefani on the Harajuku Lovers Tour to promote the album.

Az album az amerikai Billboard 200 slágerlista hetedik helyére került fel megjelenése hetén, 309 000 eladott példánnyal. A Hollaback Girl 2005 áprilisi megjelenését követően az album újra bekerült a top 15-be, és június 18-án elérte az 5. helyet, ami legmagasabb helyezése lett. 2005 decemberében a Amerikai Hanglemezgyártók Szövetsége háromszoros platinalemezzé minősítette, összesen négymillió példányban kelt el. A Billboard Music Awards díjkiosztón Stefani elnyerte „az év digitális dala” díjat a Hollaback Girlért, valamint az év felfedezettjének járó díjat is. A díjkiosztón előadta a Luxurioust Slim Thuggal. A 2005-ös Grammy-díjra a What You Waiting For?-t jelölték legjobb popdal női előadótól kategóriában. Stefani itt előadta a Rich Girlt Eve-vel. A 2006-os Grammyre Stefanit öt kategóriában jelölték – az év lemeze, az év dala, legjobb popdal női előadótól, legjobb popalbum és legjobb rap/ének együttműködés kategóriában.
Az album Európában is hasonló sikert aratott. A brit albumslágerlistán a negyedik helyet érte el 2005 májusában, és több mint egy évig maradt a listán. 2005. szeptember 16-án az Egyesült Királyságban is háromszoros platinalemez lett, 900 000 elkelt példánnyal. 2005 legnagyobb példányszámban elkelt albumai közt a 22. helyen állt az országban. Számos európai országban a top 10-be került az albumslágerlistán. Az International Federation of the Phonographic Industry 2005 májusában platinalemezzé minősítette, mert Európában több mint egymillió példányban kelt el.
Ausztráliában az album 2005 februárjában két hétig vezette a slágerlistát és ötvenhat hétig maradt a listán. 2005 albumai közül a negyedik legmagasabb példányszámban kelt el, 280 000 eladott példány után négyszeres platinalemezzé minősítették. Kanadában az albumslágerlista harmadik helyéig jutott, két hétig állt itt. Több mint félmillió példányban kelt el, és 2006 áprilisában négyszeres platinalemez lett. Világszerte hétmillió példány kelt el az albumból, 2005-ben a legmagasabb példányszámban elkelt albumok listáján a 12. helyre került.
Az album urban contemporary jellegű dalainak sikere utat nyitott más előadók előtt is, míg Stefani gyermeket várt, majd második szólóalbumán dolgozott. Nelly Furtado harmadik albuma, a 2006 júniusában megjelent Loose jelentős részben Timbaland és Danja hiphop-producerek közreműködésével készült. Furtado átalakulását worldbeat énekes-dalszerzőből hiphop-előadóvá Stefani ihlethette. A Loose-tól írt kritikájában Rob Sheffield, a Rolling Stone újságírója kijelentette, hogy Timbaland célja az lehetett, hogy „létrehozzon egy többstílusú világsikert, olyasmit, mint a L.A.M.B., de Gwen nélkül.” A The Black Eyed Peas tagja, Fergie 2008 szeptemberében jelentette meg szólóalbumát, a The Dutchesst. A videóklipjeiben Fergie kíséretében megjelenő cholákról sokan úgy vélték, Stefani Harajuku Girls csapata és a Luxurious videóklipje ihlette. Az album első kislemezét, a London Bridge-et a Hollaback Girlhöz, a harmadikat, a Glamoroust a Luxurioushoz hasonlították. Fergie tagadta, hogy Stefani sikerét akarná meglovagolni. „Ez annyira nevetséges” – mondta. – ”A The Peas és én olyan zenét csinálunk, amilyet szeretünk, hogy mások miket spekulálnak, az meg az ő dolguk.”

## Számlista
| #   | Cím                                            | Szerző(k) | Producer(ek)                                   | Hossz |
| --- | ---------------------------------------------- | --- | ---------------------------------------------- | ----- |
| 1.  | What You Waiting For?                          | Gwen Stefani, Linda Perry                                                                                             | Nellee Hooper                                  | 3:41  |
| 2.  | Rich Girl (featuring Eve)                      | Mark Batson, Jerry Bock, Kara DioGuardi, Mike Elizondo, Eve, Sheldon Harnick, Chantal Kreviazuk, Stefani, Andre Young | Dr. Dre                                        | 3:56  |
| 3.  | Hollaback Girl                                 | Stefani, Pharrell Williams, Chad Hugo                                                                                 | The Neptunes                                   | 3:19  |
| 4.  | Cool                                           | Stefani, Dallas Austin                                                                                                | Austin, Hooper*                                | 3:09  |
| 5.  | Bubble Pop Electric (featuring Johnny Vulture) | André Benjamin, Stefani, Seven                                                                                        | Vulture                                        | 3:42  |
| 6.  | Luxurious                                      | Stefani, Tony Kanal, Ronald Isley, O'Kelly Isley, Rudolph Isley, Ernie Isley, Marvin Isley, Chris Jasper              | Hooper, Kanal                                  | 4:24  |
| 7.  | Harajuku Girls                                 | Stefani, James Harris III, Terry Lewis, James Quenton Wright, Bobby Ross Avila, Issiah J. Avila                       | Jimmy Jam and Terry Lewis, Mark "Spike" Stent* | 4:51  |
| 8.  | Crash                                          | Stefani, Kanal | Kanal                                          | 4:06  |
| 9.  | The Real Thing                                 | Stefani, Perry, GMR                                                                                                   | Hooper, Stent*                                 | 4:12  |
| 10. | Serious                                        | Stefani, Kanal | Kanal, Stent*                                  | 4:48  |
| 11. | Danger Zone                                    | Stefani, Austin, Perry                                                                                                | Hooper, Austin                                 | 3:37  |
| 12. | Long Way to Go (with André 3000)               | Benjamin, Stefani | André 3000                                     | 4:34  |

| 13. | The Real Thing (Wendy and Lisa Slow Jam Mix)                         | 3:35 |
| 14. | What You Waiting For? (Elevator Mix) (csak a brit és japán kiadáson) | 4:06 |

| 1. | What You Waiting For? (Jacques Lu Cont’s TWD Mix)    | 8:04 |
| 2. | What You Waiting For? (Jacques Lu Cont’s TWD Dub)    | 8:21 |
| 3. | What You Waiting For? (Live)                         | 3:43 |
| 4. | Harajuku Girls (Live)                                | 4:37 |
| 5. | Hollaback Girl (Hollatronix Remix by Diplo)          | 2:45 |
| 6. | Cool (Photek Remix)                                  | 5:49 |
| 7. | Hollaback Girl (Dance Hollaback Remix by Tony Kanal) | 6:52 |

(*) további producer

## Helyezések
| Slágerlista (2004–05)             | Legmagasabb helyezés |
| --------------------------------- | -------------------- |
| Ausztrál albumslágerlista         | 1                    |
| Belga albumslágerlista (Flandria) | 20                   |
| Belga albumslágerlista (Vallónia) | 33                   |
| Brit albumslágerlista             | 4                    |
| Cseh albumslágerlista             | 15                   |
| Dán albumslágerlista              | 10                   |
| Holland albumslágerlista          | 14                   |
| European Top 100 Albums           | 5                    |
| Finn albumslágerlista             | 3                    |
| Francia albumslágerlista          | 19                   |
| Görög albumslágerlista            | 3                    |
| Ír albumslágerlista               | 5                    |
| Japán albumslágerlista            | 36                   |
| Kanadai albumslágerlista          | 3                    |
| Mexikói albumslágerlista          | 9                    |
| Német albumslágerlista            | 11                   |
| Norvég albumslágerlista           | 6                    |
| Olasz albumslágerlista            | 24                   |
| Osztrák albumslágerlista          | 12                   |
| Spanyol albumslágerlista          | 35                   |
| Svájci albumslágerlista           | 17                   |
| Svéd albumslágerlista             | 8                    |
| USA Billboard 200                 | 5                    |
| Új-zélandi albumslágerlista       | 5                    |

| Ország             | Minősítés       |
| ------------------ | --------------- |
| Argentína          | Aranylemez      |
| Ausztrália         | 4× platinalemez |
| Ausztria           | Aranylemez      |
| Dánia              | Aranylemez      |
| Egyesült Királyság | 3× platinalemez |
| Egyesült Államok   | 3× platinalemez |
| Európa             | Platinalemez    |
| Finnország         | Aranylemez      |
| Franciaország      | Aranylemez      |
| Írország           | 3× platinalemez |
| Japán              | Aranylemez      |
| Kanada             | 5× platinalemez |
| Magyarország       | Aranylemez      |
| Mexikó             | Aranylemez      |
| Németország        | Aranylemez      |
| Norvégia           | Platinalemez    |
| Oroszország        | Platinalemez    |
| Svájc              | Aranylemez      |
| Svédország         | Aranylemez      |
| Új-Zéland          | 2× platinalemez |

| Slágerlista (2005)                | Helyezés |
| --------------------------------- | -------- |
| Ausztrál albumslágerlista         | 4        |
| Belga albumslágerlista (Flandria) | 41       |
| Belga albumslágerlista (Vallónia) | 71       |
| Brit albumslágerlista             | 22       |
| Dán albumslágerlista              | 53       |
| Finn albumslágerlista             | 17       |
| Francia albumslágerlista          | 56       |
| Mexikói albumslágerlista          | 48       |
| Német albumslágerlista            | 31       |
| Osztrák albumslágerlista          | 44       |
| Svájci albumslágerlista           | 33       |
| Svéd albumslágerlista             | 34       |
| USA Billboard 200                 | 6        |
| Új-zélandi albumslágerlista       | 14       |
| Világszerte                       | 12       |

| Slágerlista (2000–09)     | Helyezés |
| ------------------------- | -------- |
| Ausztrál albumslágerlista | 49       |
| USA Billboard 200         | 72       |

## Megjelenési dátumok
| Ország             | Dátum              | Kiadó              |
| ------------------ | ------------------ | ------------------ |
| Olaszország        | 2004. november 12. | Universal Music    |
| Hollandia          | 2004. november 19. | Universal Music    |
| Japán              | 2004. november 21. | Universal Music    |
| Ausztrália         | 2004. november 22. | Universal Music    |
| Franciaország      | 2004. november 22. | Universal Music    |
| Németország        | 2004. november 22. | Universal Music    |
| Egyesült Királyság | 2004. november 22. | Polydor Records    |
| Egyesült Államok   | 2004. november 23. | Interscope Records |
| Svédország         | 2004. november 24. | Universal Music    |